# プロ女流国手戦
プロ女流国手戦（じょりゅうこくしゅせん、프로여류국수전）は、韓国の囲碁の女流棋士による棋戦。1994年に韓国初の女流プロ棋戦として創設。2016年からBnBK杯プロ女流国手戦。2017年から夏林杯プロ女流国手戦。
- 主催 （財）韓国棋院
- 協賛 東亜製薬、(8回-)GEO化粧品、(21回)BnBK、(22回-)夏林ホールディングス
- 優勝賞金 (-8回)800万ウォン、(11-18回)1100万ウォン、(19-23回)1200万ウォン、(24回-)1500万ウォン、2000万ウォン

## 方式
- 敗者復活式トーナメント戦、決勝三番勝負。22期からはアマチュア女流国手戦入賞者4人と、プロ44人の48人による予選を勝ち抜いた12名と、前期シード4名による、16名のトーナメント戦で行う。決勝戦は三番勝負。
- 持時間は各3時間、1分の秒読み5回。23期からは各1時間、1分の秒読み1回。
- コミは6目半

## 歴代優勝者と決勝戦
（左が優勝者）
- 第1期 1994年 尹暎善 2-1 金敏熙
- 第2期 1995年 尹暎善 2-0 李英信
- 第3期 1996年 尹暎善 2-0 李晶媛
- 第4期 1997年 李英信 2-1 洪彩霞
- 第5期 1998年 尹暎善 2-1 黄焰
- 第6期 1999年 芮廼偉 2-0 李知炫
- 第7期 2000年 芮廼偉 2-1 趙惠連
- 第8期 2002年 芮廼偉 2-0 趙惠連
- 第9期 2003年 趙惠連 2-0 芮廼偉
- 第10期 2005年 趙惠連 2-0 尹暎善
- 第11期 2006年 芮廼偉 2-0 趙惠連
- 第12期 2007年 芮廼偉 2-0 趙惠連
- 第13期 2008年 朴鋕恩 2-1 李玟眞
- 第14期 2009年 芮廼偉 2-0 李夏辰
- 第15期 2010年 芮廼偉 2-0 趙惠連
- 第16期 2011年 芮廼偉 2-0 金侖映
- 第27期 2012年 朴志娟 2-1 朴鋕恩
- 第18期 2013年 金恵敏 2-0 朴志娟
- 第19期 2014年 金彩瑛 2-1 朴鋕恩
- 第20期 2015年 朴志娟 2-1 金伸英
- 第21期 2016年 呉侑珍 2-1 呉政娥
- 第22期 2017年 崔精 2-0 金彩瑛
- 第23期 2018年 崔精 2-1 李瑟娥
- 第24期 2019年 崔精 2-0 呉侑珍
- 第25期 2020年 崔精 2-0 金恵敏
- 第26期 2021年 呉侑珍 2-1 崔精
- 第27期 2022年 崔精 2-0 金恵敏
- 第28期 2023年 崔精 2-1 金彩瑛
- 第29期 2024年 金彩瑛 2-0 仲邑菫

（2001、04年は休止）